# 풋볼 리그 1부
풋볼 리그 1부(Football League First Division)는 1888년부터 2004년까지 풋볼리그의 최상위 단계였으며, 1992년 프리미어리그가 생기기 전까지는 잉글랜드 축구의 최상위 리그이기도 했다. 1992-93 시즌부터는 잉글랜드 축구의 2부 리그로 운영했고, 2004-05 시즌부터 풋볼리그 챔피언십으로 개명되어 운영되고 있다. 2016-17 시즌부터는 풋볼리그가 잉글리시 풋볼리그 (EFL)로 이름을 바꾸면서 EFL 챔피언십이라 부르게 되었다. 2부 리그가 되기 이전, 최상위 단계일때의 마지막 우승 팀은 1991-92 시즌의 리즈 유나이티드였다.

## 역사
풋볼 리그는 1888년에 윌리엄 맥그리거에 의해 만들어졌다. 처음에는 단일 디비전으로 12개 팀이 참가하였으며 간단하게 "풋볼 리그"라고 불렸다. 1892년에 풋볼 얼라이언스가 해체되면서 얼라이언스 소속 팀들을 받아들여 두 개의 디비전으로 나누어 1부와 2부로 나뉘었다. 
그 뒤의 100년 동안 풋볼 리그 1부는 계속 잉글랜드 축구 최상위 디비전이었다. 1980년대 들어 잉글랜드 축구에 발생한 여러 불미스런 사건으로 풋볼리그의 흥행에 문제가 생기자, 1992년 22개 팀이 1부를 나와 FA 프리미어리그를 조직하였다. 이들 프리미어리그 팀들은 막대한 자본 투자를 바탕으로 점차 잉글랜드에서 가장 크고 부유한 클럽이 되었고, 이익에 중요한 요인인 중계권에 대한 협상을 할 수 있게 되었다. 그 결과 풋볼 리그는 재조직되었는데, 2부, 3부, 4부 리그는 각각 풋볼 리그 1부, 2부, 3부로 각자의 이름이 바뀌었다. 따라서, 여전히 풋볼 리그의 최상위 디비전인 1부였지만 잉글랜드 축구 리그 시스템에 따라서 잉글랜드 전체로 보면 2부 리그가 되었다. 그리고 클럽팀들은 이전의 2부 클럽들이 사용하던 승격 플레이오프를 치르게 되었다.
2004-05시즌 시작 전에 영리적인 이유로 '풋볼 리그 1부' 이름을 풋볼 리그 챔피언십으로 바꾸었고, 2016-17 시즌에는 풋볼 리그의 이름을 잉글리시 풋볼 리그(EFL)로 변경하면서 EFL 챔피언십이라 다시 바꿔 부르게 되었다. 그러나 여전히 잉글랜드 축구의 2부 리그로 존재하고 있다. 

### 1부 클럽
과거 풋볼 리그 1부에서 활약을 하였지만, 현재의 프리미어리그엔 참가하지 못한 팀을 말한다. 그림스비 타운, 글로섭 노스 엔드, 노샘프턴 타운, 노츠 카운티, 다웬, 레이턴 오리엔트, 루튼 타운, 밀월, 베리, 브래드퍼드 파크 애비뉴, 브렌트포드, 애크링턴, 옥스포드 유나이티드, 칼라일 유나이티드, 프레스턴 노스 엔드, (노츠 카운티와 루튼 타운은 프리미어리그가 생기기 전인 마지막 시즌인 1991-92시즌에 1부리그에 남아 있던 팀이었다.)
이 중 허더스필드 타운, 프레스턴 노스 엔드는 잉글랜드 챔피언까지 도달했던 팀이다. 애크링턴은 해체되었고, 브래드퍼드 파크 애비뉴, 다웬, 글로섭 노스 엔드는 비리그(프리미어리그와 풋볼 리그 하위에 있는 리그)팀으로 오랫동안 자리하고 있다.

### 1회 준우승 클럽
최상위 리그였던 1부 리그에서 준우승만 단 한번 기록한 클럽이 9팀이 있다; 브리스톨 시티 (1907), 올덤 애슬레틱 (1915), 카디프 시티 (1924), 레스터 시티 (1929), 찰튼 애슬래틱 (1937), 블랙풀 (1956), 퀸즈 파크 레인저스 (1976), 왓포드 (1983), 사우샘프턴 (1984). 프리미어리그와 챔피언십과의 차이 때문에, 이 위업은 최근에 부유한 상위 클럽들이 프리미어리그의 상위권을 독점하는 것이 증가해 갈수록 점점 더 달성하기 어렵게 되었다.

## 크기
풋볼 리그 1부는 처음에 12팀으로 시작되었다. 그 때부터 리그가 점점 더 인기있어질수록 진출 팀 역시 증가하였다. 1980년대에는 약간의 축소도 있었지만, 곧 다시 확대되었다. 
| 클럽 수 | 기간      |
| ------- | --------- |
| 12      | 1888~1891 |
| 14      | 1891~1892 |
| 16      | 1892~1898 |
| 18      | 1898~1905 |
| 20      | 1905~1915 |
| 22      | 1919~1987 |
| 21      | 1987~1988 |
| 20      | 1988~1991 |
| 22      | 1991~1992 |
| 24†     | 1992~2004 |

† 잉글랜드 2부리그로서의 1부 디비전

## 이전 1부 리그 우승 팀

#### 1888-1992
잉글랜드 풋볼 챔피언 참조

#### 1993-2004
잉글랜드 풋볼 리그 챔피언십과 이전 우승 팀 목록 참조.

플레이오프 우승 팀에 대해서는 풋볼 리그 챔피언십 플레이오프 참조.

## 같이 보기
- 풋볼 리그
- 풋볼 리그 2부
- 풋볼 리그 3부
- 풋볼 리그 4부